# أوليخ دانتشنكو
أوليخ سيرخيوفيتش دانتشنكو (بالأوكرانية: Олег Сергійович Данченко) هو لاعب كرة قدم أوكراني في مركز الوسط ولد في يوم 1 أغسطس 1994 في مدينة زاباروجيا في أوكرانيا، يلعب حالياً مع نادي شاختار دونتسك وسبق له اللعب مع أندية دينامو خليمينتسكي وتشورنومورتس أوديسا وأنجي محج قلعة وميتالوره زابورجيا، يبلغ طوله 178 سم.

## روابط خارجية
- أوليخ دانتشنكو على موقع الاتحاد الأوربي (الإنجليزية)
- أوليخ دانتشنكو على موقع اتحاد أوكرانيا (الإنجليزية)
- أوليخ دانتشنكو على موقع قاعدة بيانات كرة القدم.إي يو (الإنجليزية)
- أوليخ دانتشنكو على موقع Soccerway.com (الإنجليزية)
- أوليخ دانتشنكو على موقع عالم كرة القدم.نت (الإنجليزية)